# Barraca del camí del Mas Roig X
La Barraca del camí del Mas Roig X és una obra del Pla de Santa Maria (Alt Camp) inclosa a l'Inventari del Patrimoni Arquitectònic de Catalunya.

## Descripció
Barraca de planta rectangular, associada al marge per la part posterior i orientada a l'ESE. A la part posterior, entre el marge i la barraca hi ha una escaleta per accedir a la coberta, acabada amb pedruscall i un caramull. El portal és capçat amb una llinda.
A l'interior hi ha una falsa cúpula amb una alçada de 2'83m. La seva planta és ovalada i mesura 2'60m de fondària i 4'05m d'amplada. També hi ha una menjadora i dues fornícules.